# 宮川俊二
宮川 俊二（みやがわ しゅんじ、1947年8月26日 - ）は、日本のアナウンサー、ニュースキャスター、タレント。
元NHKアナウンサーで、元フジテレビ専属キャスター。
愛媛県宇和島市出身。血液型A型。既婚。

## 来歴

### 学生時代
愛媛県立宇和島東高等学校、早稲田大学第一文学部社会学専攻卒業。

### NHK時代
1970年入局。
NHK山形放送局時代に、上司の許可をもらった上でBARを経営していたが、その後、山形での副業が元で次の赴任先では仕事を干された。1993年、チーフアナウンサーを最後にNHKを依願退職し、ベトナムで日本語講師として活動した。
1994年に帰国して、フジテレビと専属キャスター契約を結び、アナウンス業を再開。新設番組「ニュースJAPAN」のキャスターを皮切りに、「FNNスーパーニュース」のメインキャスター等を務めた。
2003年3月30日で、9年間のフジテレビとの専属契約が満了。フジテレビ専属キャスターとして最後の仕事で、また番組も同日終了した「ニュースJAPAN WEEKEND」のエンディングにて、視聴者に挨拶を行った。
4月より大橋巨泉が代表を務めていたオーケープロダクションに所属し、フリーアナウンサー・タレントとしての活動を開始。2017年にオーケープロダクションが業務停止したことで、親会社のイースト・グループ・ホールディングスが別途運営するグループ会社のノースプロダクションに移籍した。

## 人物

### 家族・親戚
- 実家はミカン農家[1][6]。
- フリーアナウンサー(元日本テレビ)の阿部哲子は親戚である[7]。

### 趣味・特技
- 日本ソムリエ協会認定ワインエキスパートの資格取得が買われて[6]、2017年、レストランガイド『ゴ・エ・ミヨ』の日本版創設に伴いゴ・エ・ミヨ ジャポンの編集長に就任[8]。

### 同期のアナウンサー
- 青木健一
- 朝妻基祐
- 浅見忠司
- 生熊雅夫
- 板谷直実
- 井上元
- 大滝重輿
- 小柳実
- 木村知義
- 金城紀昭
- 久保慶子（旧姓:伊藤）
- 黒沢典之
- 桑原堯
- 向後雅博
- 古賀成治
- 斉藤正安
- 榊寿之
- 柴田実
- 田沢真
- 田中久雄
- 谷口俊二
- 寺田道雄
- 中谷成子（旧姓:尾関）
- 二宮正博
- 野島正興
- 深草耕太郎
- 藤沢武
- 藤野寿一
- 二見和男
- 増渕路子（旧姓:佐藤）
- 丸山晃
- 三杉栄
- 宮田修
- 室井民雄

※以上の者は『アナウンサーたちの70年』に掲載されている。

## 出演番組
NHK時代
- ニュース630（1987年4月 - 1988年3月）
- NHKモーニングワイド東海（1988年4月 - 、午前6時台は東海・北陸向けのニュースも担当）
- ミッドナイトジャーナル（1990年 - 1992年）

フジテレビ専属契約時代
報道番組
| 期間          | 期間          | 番組名                     | 役職       | 備考                                     |
| ------------- | ------------- | -------------------------- | ---------- | ---------------------------------------- |
| 1994年4月1日  | 1998年3月27日 | ニュースJAPAN              | キャスター |                                          |
| 1998年3月30日 | 1999年3月31日 | FNNスーパーニュース        | キャスター | ここまでが平日出演                       |
| 1999年4月3日  | 2002年3月31日 | FNNスーパーニュースWEEKEND | キャスター |                                          |
| 2002年4月6日  | 2003年3月29日 | ニュースJAPAN WEEKEND      | キャスター | 土曜日のみ放送、専属契約終了前最後の出演 |

バラエティ番組
- なるほど!ザ・ワールド ナレーター

フリー
- 賢者の選択（BS11）レギュラーMC
- ぶらり途中下車の旅（日本テレビ）
- ラジかるッ（日本テレビ）※火曜日コメンテーター
- 大人のツボ!（BSジャパン）
- っちゅ〜ねん!※月曜（毎日放送）
- ちちんぷいぷい※木曜（毎日放送）
- ぴーかんテレビ※月曜（東海テレビ）
- たかじんのそこまで言って委員会（読売テレビ）
- ムハハnoたかじん（関西テレビ）
- オジサンズ11（日本テレビ）※準レギュラー
- 土曜ドラマ『ハゲタカ』・東洋テレビアナウンサー役（2007年、NHK）
- チュー'sDAYコミックス 侍チュート!（毎日放送、2009年4月28日）
- 爆笑レッドカーペット（フジテレビ、2009年11月21日）

## CM
※はニュースキャスター役で出演。
- 東洋ゴム工業 GARIT G4
- サントリーBOSS※
- SoftBank「白戸家」※
- 日本郵便「ちゃんと年賀状」※(澤部佑、波瑠が見ているテレビの画面に登場。2014年)
- Cygames「グランブルーファンタジー」「夏の予定」篇※（架空のニュース番組「NEWS BLUE」のキャスター。2015年）[10]

## 映画
- 完全なる飼育（1999年）YVアナウンサー 役[11]

## ビブリオグラフィ

### 著書
- 「アオザイの国へ キャスターが見たベトナムの10年」ISBN 4496032821　同友館（2002年1月出版）
- 「声力の磨き方―相手の心に届く声をつくる」 同友館（2009年7月出版）